# 안성 청룡사 삼층석탑
안성 청룡사 삼층석탑(安城 靑龍寺 三層石塔)은 대한민국 경기도 안성시, 청룡사 대웅전 앞에 있는 삼층석탑이다. 1985년 6월 28일 경기도의 문화재자료 제59호로 지정되었다.

## 개요
이 탑은 높이가 2.38m로 평면 사각형의 단층 기단 위에 3층 탑신을 올렸다. 이 탑은 부분적으로 파손된 지대석 위에 3단의 받침이 기단을 받치고 있다.
기단은 4장의 돌로 만들어졌는데 각 면에 모서리 기둥과 버팀 기둥이 새겨져 있다. 탑몸돌과 지붕돌은 각각 다른 돌로 만들어졌으며 탑몸들의 각 면에는 모서리 기둥이 조각되어 있다. 1층 탑신에 비해 2층과 3층 탑신의 높이가 급격하게 낮아져 비례가 흐트러져 보인다. 지붕돌은 경사가 급하다가 전각에 이르러 살짝 반전되었으며 합각선이 뚜렷하다. 상륜부는 현재 남아 있지 않고 석탑에도 훼손이 있다.

## 같이 보기
- 청룡사
- 안성 청룡사 대웅전 - 보물 제824호

## 참고 자료
- 청룡사삼층석탑 - 국가유산청 국가유산포털